# تراویس متیوس
تراویس متیوس (انگلیسی: Travis Mathews؛ زادهٔ ۱۹۷۵) کارگردان فیلم، و فیلم‌نامه‌نویس اهل ایالات متحده آمریکا است.